# NGC 263
NGC 263 é uma galáxia espiral (Sbc) localizada na direcção da constelação de Cetus. Possui uma declinação de -13° 06' 26" e uma ascensão recta de 0 horas, 48 minutos e 48,4 segundos.
A galáxia NGC 263 foi descoberta em 1886 por Frank Leavenworth.